# Farai Madhanaga
Farai Edwin Madhanaga (ur. 14 lutego 1995 w Harare) – zimbabwejski piłkarz grający na pozycji lewego obrońcy. Od 2023 jest zawodnikiem klubu Ngezi Platinum FC.

## Kariera klubowa
Swoją karierę piłkarską Madhanaga rozpoczął w klubie Monomotapa United FC. W sezonie 2013 zadebiutował w jego barwach w pierwszej lidze zimbabwejskiej. W latach 2014–2015 był zawodnikiem Flame Lily FC, a w latach 2016-2017 - Harare City FC. W latach 2018–2019 występował w FC Platinum, z którym w sezonach 2018 i 2019 wywalczył dwa mistrzostwa Zimbabwe. W 2019 roku wyjechał do Południowej Afryki, gdzie grał w klubach takich jak: Bidvest Wits FC (2019/2020), Tshakhuma Tsha Madzivhandila FC (2020/2021), z którym zdobył Nedbank Cup i Marumo Gallants FC (2021/2022). W 2023 przeszedł do Ngezi Platinum FC.

## Kariera reprezentacyjna
W reprezentacji Zimbabwe Madhanaga zadebiutował 19 stycznia 2016 w przegranym 0:1 meczu Mistrzostw Narodów Afryki 2016 z Zambią, rozegranym w Gisenyi.